# Baron Gorges of Dundalk

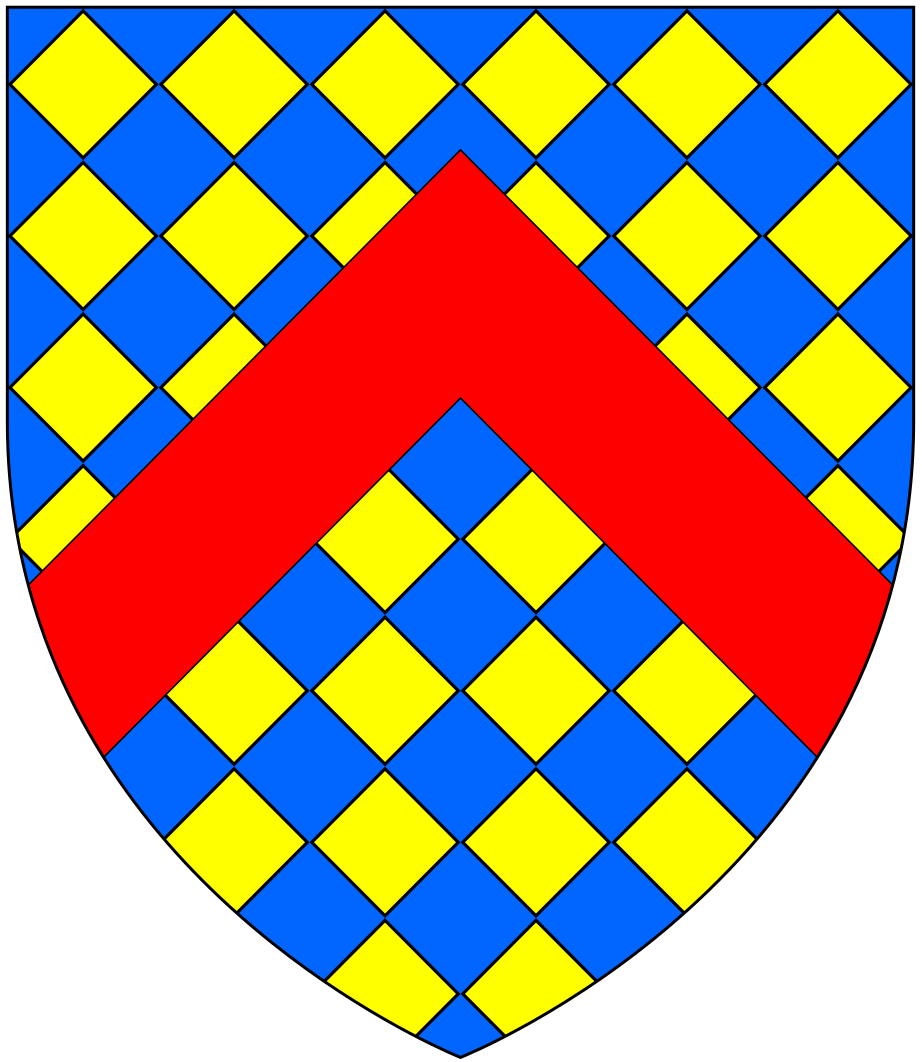
Wappen der Barone Gorges of Dundalk

Baron Gorges of Dundalk, of Dundalk in the County of Louth, war ein erblicher britischer Adelstitel in der Peerage of Ireland.

## Geschichte des Titels
Der Titel wurde am 13. Juli 1620 von König Jakob I. für Sir Edward Gorges, 1. Baronet, geschaffen. Er war bereits am 25. November 1611 in der Baronetage of England zum erblichen Baronet, of Langford in the County of Wiltshire, erhoben worden. Er war der älteste überlebende Sohn Sir Thomas Gorges, Gutsherr von Longford Castle, und Helena Snakenborg, Witwe des Marquess of Northampton. Er war der Nachfahre einer Tochter des Ralph de Gorges, 1. Baron Gorges († 1323).
Die Baronie und die Baronetcy erloschen beim kinderlosen Tod seines Sohnes, des 2. Barons, im September 1712. 

## Liste der Barone Gorges of Dundalk (1620)
- Edward Gorges, 1. Baron Gorges of Dundalk (um 1582–um 1650)
- Richard Gorges, 2. Baron Gorges of Dundalk (1622–1712)